# Ri Chol
Ri Chol (ur. 29 stycznia 1976) – północnokoreański bokser.

## Życiorys
Uczestniczył w Letnich Igrzyskach Olimpijskich w Atlancie w 1996. Odpadł w 1/16 finału przegrywając pojedynek  z Koba Gogoladze.

## Osiągnięcia

### Letnie Igrzyska Olimpijskie 1996

#### Boks
| Konkurencja         | 1/16 finału           | 1/8 finału       | Ćwierćfinały     | Półfinały        | Finał            | Pozycja | Źródło |
| Konkurencja         | Przeciwnik Wynik      | Przeciwnik Wynik | Przeciwnik Wynik | Przeciwnik Wynik | Przeciwnik Wynik | Pozycja | Źródło |
| ------------------- | --------------------- | ---------------- | ---------------- | ---------------- | ---------------- | ------- | ------ |
| waga lekka do 60 kg | Koba Gogoladze P 17-9 | NQ               | NQ               | NQ               | NQ               | 17.     | [ 1 ]  |